# Die dumme Augustine
Die dumme Augustine ist ein 1972 erschienenes Kinderbuch von Otfried Preußler (Text) und Herbert Lentz (Illustration) über Emanzipation und Selbstverwirklichung. Es erschien zuerst im Thienemann-Verlag.

## Inhalt
Die dumme Augustine, Gattin des im Zirkus auftretenden dummen August und Mutter von Guggo, Gugga und Guggilein, träumt davon, auch einmal im Zirkus als Clown auftreten zu können. Stattdessen muss sie den anstrengenden Haushalt führen und die Kinder betreuen. Ihr Vorschlag, sich sowohl Berufstätigkeit als auch Hausarbeit und Kinderbetreuung zu teilen, stößt bei ihrem Mann auf Unverständnis und Spott. Als der dumme August einmal an Zahnschmerzen leidet und seinen Auftritt nicht wahrnehmen kann, ergreift Augustine ihre Chance, springt für ihn ein und meistert auch diese Aufgabe prompt mit Bravour. Von nun an teilen sich Vater und Mutter Haus- und Zirkusarbeit, denn der dumme August erkennt, dass er seine Frau bezüglich Berufstätigkeit stark unterschätzt hat.

## Bewertung
In diesem Bilderbuch wird Kindern vermittelt, dass Frauen genauso viele Fähigkeiten besitzen wie Männer und nicht aufgrund der Tradition an den Herd gehören, sondern auch einen Beruf ausüben dürfen. Im Jahre des Erscheinens war dieses Thema noch aktueller als heute, wo die Emanzipation weiter vorangeschritten ist und Familien mit traditioneller Rollenverteilung nicht mehr alternativlos sind. Die pädagogische Intention scheint deshalb etwas veraltet. Außerdem lässt die Geschichte  Mädchen und Jungen über ihre Fähigkeiten nachdenken.
Die Autorin Marion Thuswald in ihren Buchempfehlungen für die Volksschule herausgegeben  von der österreichischen Informationsplattform zur Politischen Bildung schreibt dazu in der Broschüre Geschlechtssensible politische Kinderbücher  in ähnlicher Weise: Das Buch ist schon 35 Jahre alt. Auch wenn sich seither vieles geändert hat, eines ist gleich geblieben: Hausarbeit und Kinderbetreuung sind noch immer überwiegend Frauenarbeit, auch wenn zunehmend mehr Frauen berufstätig sind. Deshalb ist dieses Buch über Hausarbeit noch immer aktuell...In einem aktuelleren Buch würden dabei wohl noch die Aspekte betont werden, die einen Rollenwechsel auch für die Männer attraktiv machen: Mitzuerleben wie die Kinder aufwachsen.

## Adaptionen
- Otfried Preußlers Textvorlage wurde mit unter der Regie von Juraj Herz unter anderem mit Bernhard Paul, dem Direktor des Zirkus Roncalli 1993 unter dem gleichen Titel Die dumme Augustine verfilmt. Er wurde im selben Jahr mit dem Bayerischen Filmpreis ausgezeichnet, lief bei den Internationalen Filmfestspielen in Berlin 1993 beim Kinderfilmfest und erreichte beim 1. Alpinale Kinder-Film Fest 1993 den 3. Platz[2].
- Das PC-Spiel für Kinder Die dumme Augustine. Nach dem Buch von Otfried Preußler wurde vom  Kiribati Verlag, Unterföhring 2001, ISBN 3-934462-46-4 (1 CD-ROM) vertrieben.[3]
- Der WDR produzierte 2012 ein Hörspiel unter der Regie von Burkhard Ax nach Bearbeitung von Ulla Illerhaus und mit Kompositionen von Wim Wollner mit Camilla Renschke (Augustine) und Steffen Scheumann (August).[4]